# Iceberg blau

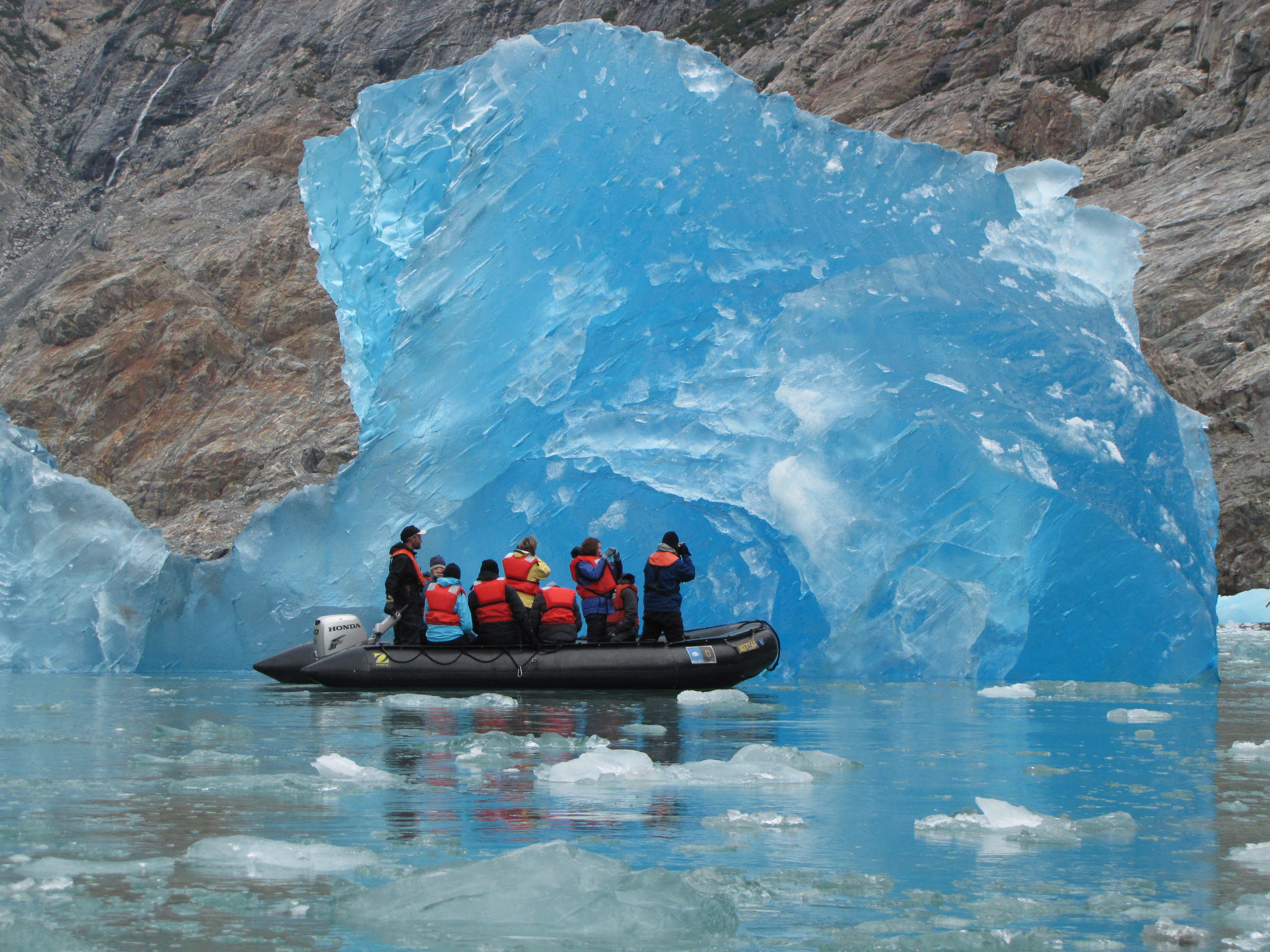
L'iceberg blau descobert durant expedició científica a la costa d'Alaska, 2010

Un iceberg blau és visible després del gel des de sobre l'aigua fon, causant la porció llisa de gel des de sota l'aigua a bolcada. El gel blau rar és format de la compressió de neu pura, el qual llavors desenvolupa a gel glacial.
Els icebergs també poden aparèixer blaus a causa d'edat i refracció lleugera. Els icebergs més vells revelen vívids hues de verd i blau, resultant d'una concentració alta de color, microorganismes, i gel compactat. Un dels icebergs blaus més ben sabuts restes en les aigües de Sermilik fjord Groenlàndia propera. És descrit com un iceberg blau elèctric i és sabut a locals diamant "tan blau".

## Física de llum i color
Icebergs blancs

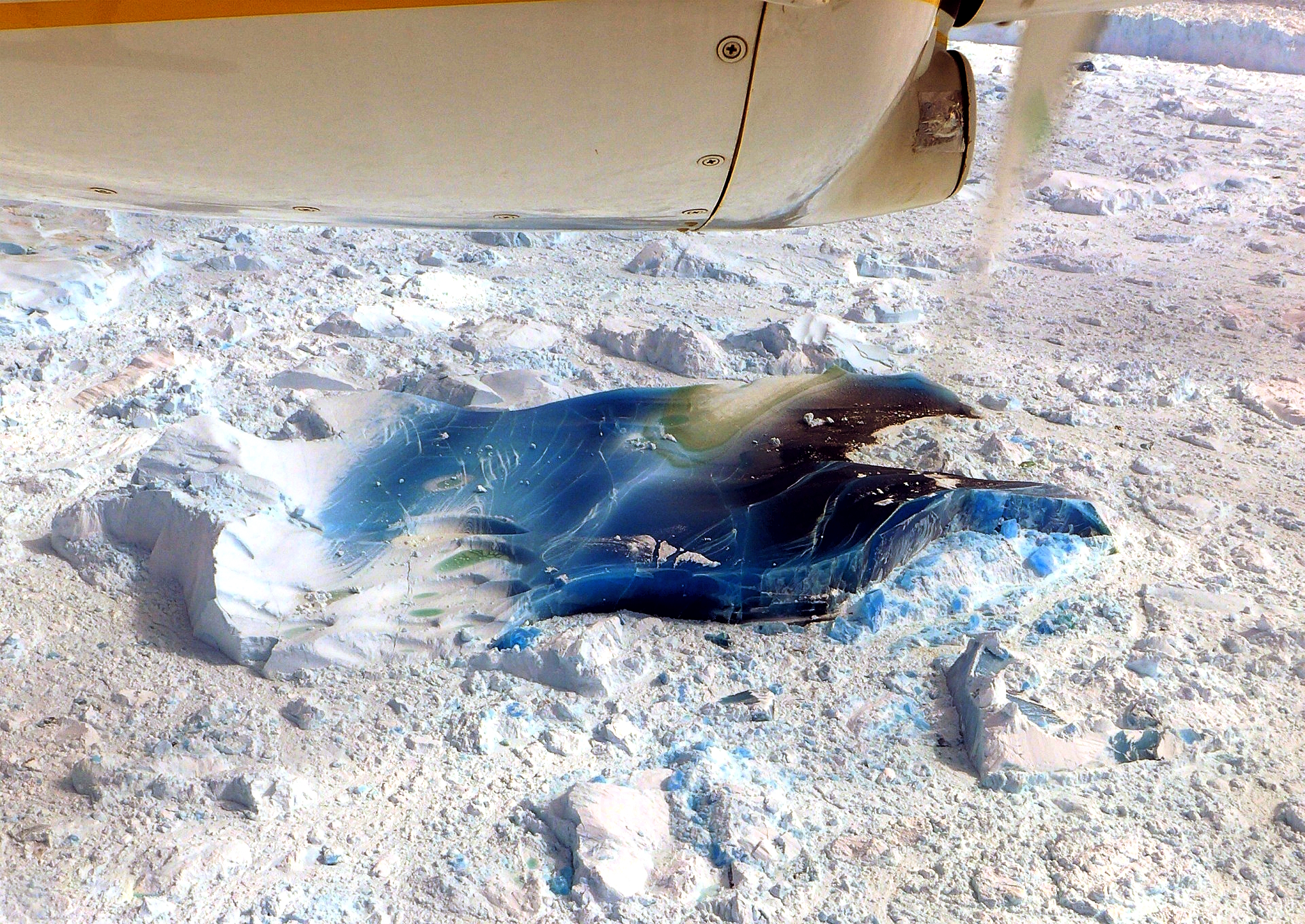
L'iceberg blau vist en el Ilulissat Icefjord, 2015

Generalment els icebergs blancs vists generalment deriven el seu color de la neu i la gebrada que queda en la superfície que resulta en la reflexió uniforme de llum d'incident. Glaceres joves que no han experimentat anys de compressió, també pot aparèixer blanc. A causa de l'edat de l'iceberg, allà queda una quantitat enorme d'aire i superfícies reflectores. L'iceberg fàcilment reflecteix el sol com llum blanca.
Absorció de llum preferent i edat
Els icebergs blaus desenvolupen de glaceres més velles, profundes que han experimentat la pressió enorme experimentada per centenars d'anys. Els alliberaments de procés i elimina aire que era al principi agafat en el gel per caure neu. Per això, icebergs que han estat format de glaceres més velles haver-hi poc aire intern o superfícies reflectants. Quan llum de longitud d'ona llarga (i.e. vermell) del sol copeja l'iceberg, és absorbit, més que va reflectir. El lleuger transmès o refracted a través dels retorns de gel com blau o blau-verd. Les glaceres més velles també reflecteixen l'incident lleuger preferentially al final de longitud d'ona curt de l'espectre (i.e. blau) a causa de Rayleigh escampant, molt de la mateixa manera que fa el blau de cel.
Espectre de color i aigua
Lleuger és absorbit i reflectit dins aigua. La llum blanca visible és feta d'un espectre de colors de l'arc de Sant Martí, variant de vermell a violat. Mentre els viatges lleugers a través de l'aigua, les ones de lleuger del final vermell de l'espectre dissipa (i.e. és absorbit), mentre aquells del final blau, esdevingut més prominent.
Bussejadors de SCUBA tenen experiència directa d'aquests efectes. Per sobre de l'aigua, tots els colors queden visibles. Mentre el bussejador neda més profund sota aigua, els colors comencen per desaparèixer, començant amb vermell. Alhora, els altres colors són absorbits per l'aigua i no pot ser vist. A una profunditat aproximada de 30 peus (9.1 m), el vermell és ja no visible a l'ull despullat. A 75 peus (23 m), el groc mira verdós-blau, perquè l'aigua ha absorbit la llum groga. Finalment, tot que queda visible a l'ull despullat, apareix com a mutació de blau o verd, mentre l'aigua per sobre dels filtres de superfície fora de la llum solar. Mentre el bussejador neda més profund a l'oceà, troba que l'inici de colors blau per desaparèixer, al punt on el submarí mundial profund sota la superfície, esdevé completament negre, devoid de qualsevol color en absolut.

## RMSTitànic
De llavors ençà 1912, informa fet per testimonis del RMS la tragèdia Titànica ha declarat que el vaixell copejat un iceberg blau. Seguint l'enfonsament i descoberta subsegüent de la recerca Titànica, científica i l'anàlisi forense han reconstruït la tragèdia per constatar la fiabilitat de les declaracions va fer pels supervivents. Els informes van alliberar en el durar la dècada del segle XX ha mostrat que un iceberg blau en l'Oceà Atlàntic del nord hi hauria estat fàcilment va detectar. Les teories alternatives suggereixen aquell gel de paquet, més que un iceberg blau, era responsable per enfonsar-se el vaixell.